# Pinios (Gemeinde)
Pinios (griechisch Πηνειός [piˈnjɔs] (m. sg.)) ist eine Gemeinde im Westen der griechischen Halbinsel Peloponnes um den Gemeindesitz Gastouni. Sie wurde zum 1. Januar 2011 aus den Gemeinden Gastouni, Vartholomio und Tragano gebildet und nach dem Fluss Pinios benannt, der im Gebiet der Gemeinde ins Ionische Meer mündet. In der Stadt Gastouni lebt mit 7.683 Einwohnern rund ein Drittel der Gemeindebevölkerung.
Pinios liegt im Schwemmland des gleichnamigen Flusses und bedeckt om Westen die südliche Hälfte der Halbinsel Kyllini. Der etwa 20 Kilometer lange Küstenabschnitt besteht aus Sandstränden, an seinem nordwestlichen Ende liegt vor einem Felskap in einer kleinen Bucht der Ort Arkoudi als einzige größere Siedlung an der Küste. Die Städte Vartholomio und Gastouni liegen im Abstand von vier Kilometern rund 5 km von der Küste entfernt. Am nördlichen Ufer des Pinios erstreckt sich der Gemeindebezirk Tragano bis etwa 25 km ostwärts ins hügelige Landesinnere. Nachbargemeinden sind Andravida-Kyllini nördlich und Ilida im Süden.

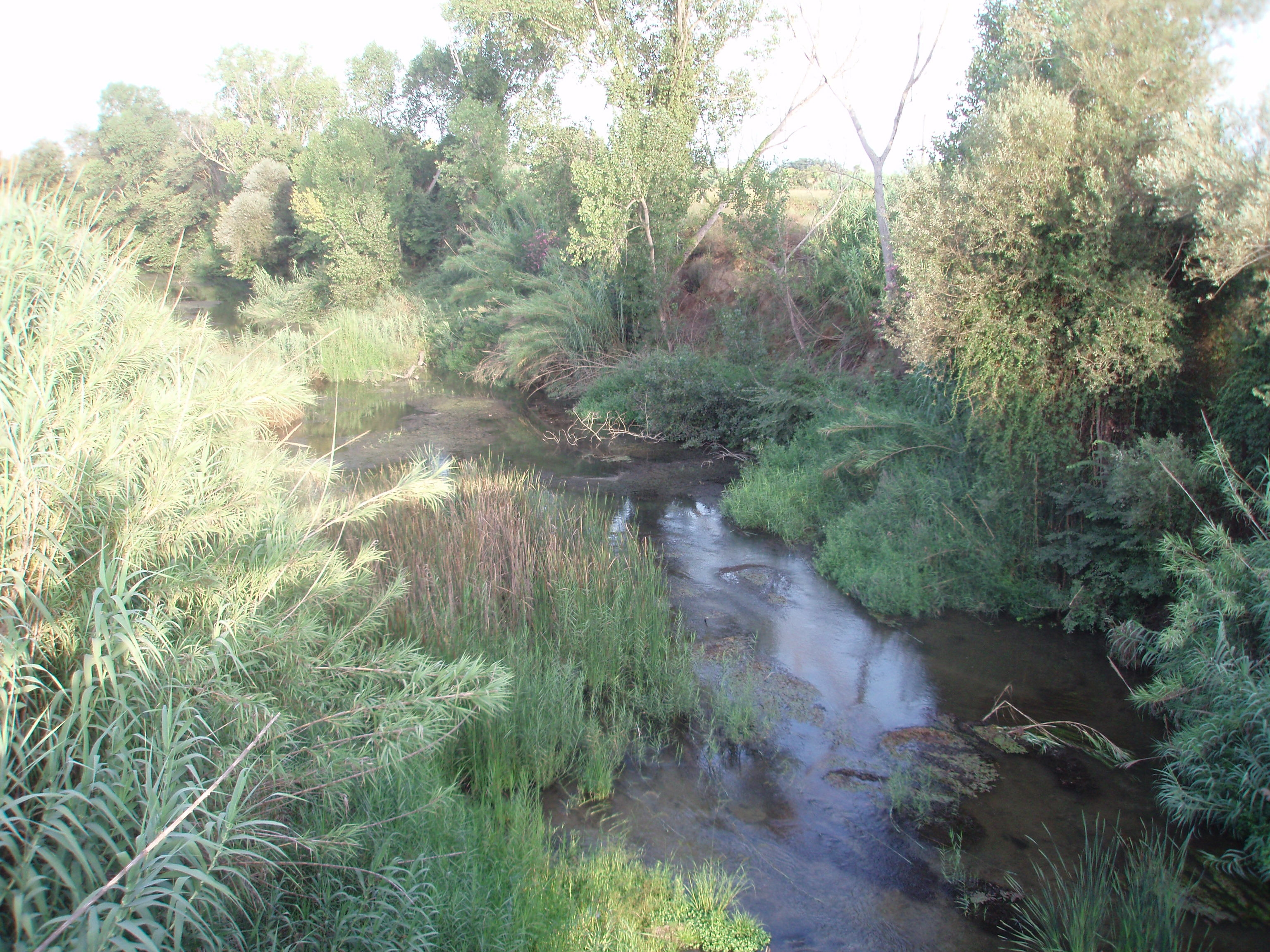
Der Pinios bei Gastouni
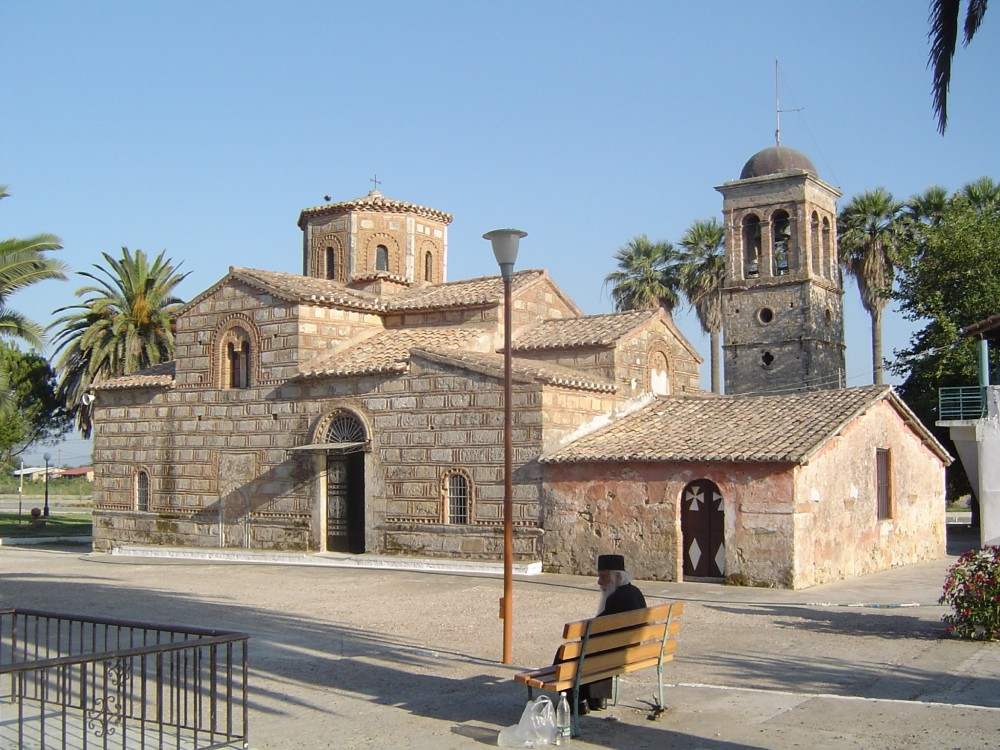
Die byzantinische Kirche Kimisis tis Theotokou in Gastouni

## Gemeindegliederung
Die drei Gemeindebezirke und ehemaligen Gemeinden wurden ihrerseits 1997 aus 15 kleineren Gemeinden gebildet, die als Dimotiki Kinotita eigene Lokalvertretung wählen. Die Einwohnerzahlen stammen aus dem Ergebnis der Volkszählung 2021.
| Gemeindebezirk  | griechischer Name            | Code   | Fläche (km²) | Einwohner 2011 | Einwohner 2021 | Dimotikes Kinotites (Sg. Δημοτική Κοινότητα)                               | Lage |
| --------------- | ---------------------------- | ------ | ------------ | -------------- | -------------- | -------------------------------------------------------------------------- | ---- |
| Gastouni        | Δημοτική Ενότητα Γαστούνης   | 390701 | 59,071       | 11.254         | 11.204         | Gastouni, Kavasilas, Kardiakafti, Korivos, Lefkochori, Paleochori, Roupaki |      |
| Vartholomio     | Δημοτική Ενότητα Βαρθολομιού | 390702 | 59,793       | 05.899         | 06.145         | Vartholomio, Dimitra, Kalyvia, Lygia, Machos                               |      |
| Tragano         | Δημοτική Ενότητα Τραγανού    | 390703 | 42,051       | 03.881         | 04.276         | Tragano, Agia Mavra, Simiza                                                |      |
| Gemeinde Pinios | Gemeinde Pinios              | 3907   | 160,915      | 21.034         | 21.625         |                                                                            |      |